# Bosavi
Il Bosavi (2.507 m s.l.m. ) è un monte della Papua Nuova Guinea.

## Caratteristiche
Si tratta di un vulcano spento del Grande altopiano della Papuasia: le acque che lo bagnano fanno parte del bacino del fiume Kikori. Le dimensioni del cratere sono di circa 4 x 1 km. All'interno di esso vivono alcune specie animali uniche al mondo.
Parte della montagna è compresa nel parco "Sulamesi Wildlife Management Area", istituito nel 2006. Ed è parte della proposta nuova area del parco "Kikori River Basin/Great Papuan Plateau".
Gli uomini viventi alle pendici del vulcano chiamano se stessi col termine Bosavi kalu (gente di Bosavi) e si dividono in quattro gruppi culturali: Kaluli, Ologo, Walulu, e Wisesi.

## Fauna e flora
Nel 2009 una spedizione finanziata dalla BBC ha scoperto in quel luogo più di 40 nuove specie animali e vegetali. Tra queste: 16 specie di rane, 3 di pesci, insetti e ragni, un pipistrello ed il Ratto lanoso di Bosavi, un topo gigante avente una lunghezza di 82 cm ed un peso di 1,5 kg.